# Premio nazionale tedesco per l'arte e la scienza
Il Premio nazionale tedesco per l'arte e la scienza (in tedesco Deutscher Nationalpreis für Kunst und Wissenschaft) è stata la più importante onorificenza civile tedesca del Terzo Reich.

## Storia
Il 24 novembre 1936 il Comitato per il Nobel norvegese proclamò vincitore del Premio Nobel per la pace del 1935 lo scrittore tedesco Carl von Ossietzky (1889-1938) - direttore della rivista Weltbühne (La situazione nel mondo) e segretario della Società Tedesca per la Pace. Ossietzky era stato condannato nel 1931 a 18 mesi di prigione per tradimento avendo denunciato la politica di riarmo intrapresa dalla repubblica di Weimar, contraria alle disposizioni dei trattati di pace di Versailles, e la sua domanda di grazia era stata respinta dall'allora presidente del Reich von Hindenburg; il 28 febbraio 1933 era stato arrestato nuovamente dopo l'incendio del Reichstag, e da allora era rimasto ininterrottamente imprigionato: dapprima nella prigione di Spandau, in seguito nei lager di Esterwegen e Oranienburg.
La reazione del regime nazista fu decisa: il 30 gennaio 1937 Hitler - che aveva ritenuto il Nobel a Ossietzky un affronto alla Germania - affrontò la questione in un discorso al Reichstag, annunciando la creazione di un premio nazionale riservato ai tedeschi. Fu così che la Camera del Reich delle Arti figurative (Reichskammer der bildenden Künste) il 1º marzo 1937 dichiarò l'istituzione del Premio nazionale tedesco per l'arte e la scienza, definito "la risposta tedesca alla scandalosa questione del cosiddetto Premio Nobel per la pace al signor Ossietzky, che non solo in Germania, ma in qualsiasi altro paese dignitoso del mondo sarebbe stato dichiarato traditore", e vietando di conseguenza ai tedeschi di accettare in futuro qualsiasi tipo di Premio Nobel. Il premio prevedeva un unico grado, e consistette in un assegno di 100.000 Reichsmark, una decorazione, una fascia e un diploma.

## Descrizione
Nel corso del tempo è circolata l'ipotesi che il complesso disegno della decorazione sia stato ideato da Hitler stesso, ma in realtà quest'ultimo si limitò ad approvare la bozza propostagli da Goebbels, che aveva contattato vari artisti dell'epoca: non si sa con certezza chi abbia disegnato il premio, anche se alcuni studiosi propendono per la ditta Müller-Erfort di Berlino. La decorazione veniva consegnata con questi manufatti:
- Un astuccio rosso in pelle rigida decorato a mano per contenere la decorazione, rivestito all'interno in velluto viola. L'astuccio venne progettato da Gerdi Troost di Monaco di Baviera, che all'epoca disegnò gran parte degli astucci delle più importanti decorazioni tedesche. La lavorazione fu invece opera di un'altra artigiana di gran valore all'epoca: Franziska Kobell, sempre di Monaco.
- Una grande stella metallica da portare appuntata al petto (a sinistra), costituita al centro dall'immagine della dea Atena in oro, contornata dalle parole in rilievo "FÜR KUNST UND WISSENSCHAFT" (Per l'Arte e la Scienza), a sua volta contornate da una corona di 40 brillanti approssimativamente di un quarto di carato l'uno. Il tutto era inscritto all'interno di un'altra elaborata stella multiraggiata di platino, intervallata da quattro aquile d'oro - simboli del Terzo Reich - reggenti fra gli artigli un serto d'alloro con la svastica. La stella era costituita da tre pezzi fusi separatamente e poi uniti da saldature e rivetti, il tutto costruito dalla gioielleria Hülse di Berlino.
- Una fascia in raso lavorato rosso con fasce bianche ai lati, chiusa da una fibbia al cui interno è inserita un'aquila tedesca di color rosso. La fascia andava portata a tracolla.
- Un grande diploma lavorato a mano ed autografato da Hitler.

Pur essendo un premio di eccezionale importanza, non venne prevista né una fascetta né un occhiello, come generalmente in uso per altre decorazioni.

## Premiazioni
La prima proclamazione dei vincitori del Premio nazionale tedesco per l'arte e la scienza si tenne nell'ambito del congresso del Partito Nazionalsocialista a Norimberga, il 7 settembre 1937. In quell'occasione il premio venne concesso a:
- Ludwig Troost (alla memoria) - Architetto personale di Hitler.
- Alfred Rosenberg - Per il suo contributo allo sviluppo del movimento nazista.
- August Bier e Ferdinand Sauerbruch (che divisero fra di loro i 100.000 Marchi) - Per i loro studi nel campo della medicina.
- Wilhelm Filchner - Per le sue campagne di esplorazione.

I premi vennero consegnati il 30 gennaio 1938 da Hitler in persona, in una cerimonia solenne presso la Cancelleria del Reich.
Il 7 settembre 1938 - sempre a Norimberga - vennero proclamati i vincitori per l'anno in corso, cui vennero consegnati i diplomi da Hitler e Goebbels:
- Fritz Todt - Per lo sviluppo del settore stradale ed autostradale della Germania.
- Ferdinand Porsche - Per il progetto del Maggiolino Volkswagen.
- Ernst Heinkel e Willy Messerschmitt (che divisero fra di loro i 100.000 Marchi) - Per il loro lavoro nella progettazione e nella fabbricazione di apparecchi aeronautici.

La cerimonia solenne di premiazione si tenne in seguito nella Cancelleria del Reich, il 30 gennaio 1939.
A partire dal 1939 il premio non venne più concesso, a causa della campagna di Polonia e della successiva guerra mondiale. Secondo Albert Speer, nel 1944 si pensò di ripristinare la cerimonia di premiazione, ma la cosa non ebbe seguito.
Essendo stati concessi unicamente nove premi, qualsiasi manufatto relativo al Premio nazionale tedesco per l'arte e la scienza è estremamente raro.